# Little Mangere
Little Mangere (Tapuaenuku in Moriori)  ligt naast Mangere Island en is ook onderdeel van de eilandengroep Chathameilanden in het zuidwesten van de Grote Oceaan. Deze archipel ligt 800 km oostelijk van Nieuw-Zeeland waartoe het bestuurlijk behoort. Het eiland ligt in het zuidelijk deel van de archipel, ten westen van Pitt Island. Het eiland heeft een oppervlakte van 17 ha. Dit eiland is net als Mangere Island de geërodeerde rest van een uitgedoofde vulkaan uit het Plioceen. Het hoogste punt is 214 m. Verder in het zuidwesten liggen nog kleinere rotseilanden zoals The Castle (Rangiwheau) en weer verder westelijk Sail Rock en Sugar Loaf.
Het eiland Little Mangere is particulier eigendom. Het eiland was de laatste plek op de wereld waar de Chatham Island-vliegenvanger nog voorkwam. Zeven exemplaren van deze soort werden in de late jaren 1970 overgebracht (gereïntroduceerd) naar Mangere Island toen dit eiland een natuurreservaat werd. Verder is er nog een populatie van de  chathamkarakiri (Cyanoramphus forbesi, een soort parkiet) en broeden er diverse soorten stormvogels.